# Saint-Victor-de-Buthon
Saint-Victor-de-Buthon – miejscowość i gmina we Francji, w Regionie Centralnym, w departamencie Eure-et-Loir.
Według danych na rok 1990 gminę zamieszkiwały 454 osoby, a gęstość zaludnienia wynosiła 16 osób/km² (wśród 1842 gmin Regionu Centralnego Saint-Victor-de-Buthon plasuje się na 715. miejscu pod względem liczby ludności, natomiast pod względem powierzchni na miejscu 383.).